# Parafia Wniebowzięcia Matki Bożej i Świętego Michała w Wieleniu
Parafia Wniebowzięcia Matki Bożej i św. Michała w Wieleniu - parafia rzymskokatolicka należąca do dekanatu wieleńskiego archidiecezji poznańskiej. Została utworzona w XIV wieku. Kościół parafialny renesansowy z 1615, przebudowany w XVIII wieku. Mieści się przy ulicy Kościuszki.